# Royal Charleroi Sporting Club - Standard de Liège en football
Le match de football opposant le Royal Charleroi Sporting Club et le Standard de Liège est considéré comme un véritable Derby wallon, dans la mesure où la rivalité entre les deux clubs est souvent exacerbée par les médias et les supporters.

## Débuts cordiaux
Les relations entre les deux clubs avaient pourtant plutôt bien commencé car, lors du championnat de Belgique 1952-1953, le Sporting s'était sauvé lors de la 28e journée en battant le Standard 2-0. La saison suivante, c'est le Standard, en mauvaise posture, qui se sauvait par une victoire 0-3 à Charleroi lors de la dernière journée de ce championnat.

## Origine de la rivalité
La rivalité entre les deux clubs wallons nait véritablement lors du championnat de Belgique 1968-1969. Les deux clubs se battent pour le titre de champion de Belgique, finalement obtenu par le Standard de Liège avec cinq points d'avance sur des Carolos deuxièmes qui réalisent encore aujourd'hui leur meilleur résultat en championnat de Belgique. 
À l'issue du championnat 1970-1971, le Standard, vainqueur sur le terrain 0-2, perd un match par forfait 5-0 contre l'Antwerp FC car les Liégeois avaient aligné un joueur étranger de trop (le Yougoslave Miodrag Petrovic entré au jeu). Comme l'Antwerp récupère deux points supplémentaires, c'est le Sporting de Charleroi, devenu 15e, qui descend en division 2.
Les Standardmen empêchent encore les Zèbres d'inscrire un premier trophée à leur palmarès en les battant 2-0 en finale de la coupe de Belgique 1993 (voir ci-dessous). Par ailleurs, les Rouches ont chaque fois éliminé les Zèbres lors de leurs quatre autres confrontations 
en coupe de Belgique.

## Poursuite  de cette rivalité
Les violences entre supporters sont nombreuses, on peut notamment citer celles du 12 mars 2011, où les supporters ont criblé le match d'incidents, obligeant l'arbitre à l'arrêter à maintes reprises, et menant la police à effectuer 22 arrestations.
À Charleroi, le 25 octobre 2015, le Standard, mené 2-1 avant un arrêt du match provoqué par l´utilisation de fumigènes lancés par ses « supporteurs », parvient, dès la reprise du jeu, à renverser la situation et à gagner 2-3.
Les incidents qui ont marqué la rencontre du 4 décembre 2016 provoquent la tristesse du chroniqueur du journal Le Vif qui déplore l'image que donne le football wallon . Le match arrêté définitivement à une vingtaine de minutes de la fin, alors que le Standard menait 1-3,  en raison de jets de projectiles et de pétards de la part des Carolos (les Standardmen en avaient aussi lancés auparavant, provoquant un premier arrêt), ne rapportera finalement aucun point à aucune des deux équipes. 
Le 14 avril 2023, les Carolos viennent au stade de Sclessin habillés en gris, Ils déploient une banderole avec l'inscription Dératisation avant de lancer une douzaine de rats morts peints en rouge et blanc sur les supporters du Standard de la tribune voisine. Le 16 décembre 2023, une demi-heure avant le match à Sclessin, des supporters de Charleroi réussissent à défoncer une porte les séparant de leurs rivaux, tabassent des fans liégeois puis lancent des fumigènes au deuxième étage de la T4 occupé par le public liégeois. La police intervient et le calme semble être rétabli. Après le match, les Liégeois se vengent en s'en prenant au public carolo par des jets de fumigènes à l'extérieur des tribunes et, plus tard, en caillassant un bus de supporters sur le chemin du retour

## Stades
|          | Standard de Liège                  | Sporting de Charleroi      |
| -------- | ---------------------------------- | -------------------------- |
|          |                                    |                            |
| Stade    | Stade Maurice-Dufrasnes (Sclessin) | Stade du Pays de Charleroi |
| Capacité | 27.670                             | 15.000                     |

## Palmarès
| Équipe                | Championnat de Belgique | Coupe de Belgique | Supercoupe de Belgique | Coupe de la ligue Pro | Division 2 |
| --------------------- | ----------------------- | ----------------- | ---------------------- | --------------------- | ---------- |
| Standard de Liège     | 10                      | 8                 | 4                      | 1                     | 2          |
| Sporting de Charleroi | 0                       | 0                 | 0                      | 0                     | 2          |

## Historique des confrontations en vidéos
(novembre 2023).
| Saison    | Championnat        | Rencontre          | Rés.  | Date              | Buteur(s) pour Standard                                    | Buteur(s) pour Charleroi    | Spectateurs |
| --------- | ------------------ | ------------------ | ----- | ----------------- | ---------------------------------------------------------- | --------------------------- | ----------- |
|           |                    |                    |       |                   |                                                            |                             |             |
| 1976-1977 | Division 1         | Charleroi-Standard | 0-0   | 27 novembre 1976  | -                                                          | -                           |             |
| 1976-1977 | Division 1         | Standard-Charleroi | 2-1   | 3 avril 1977      | -                                                          | -                           |             |
| 1977-1978 | Division 1         | Charleroi-Standard | 1-4   | 10 septembre 1977 | -                                                          | -                           |             |
| 1977-1978 | Division 1         | Standard-Charleroi | 2-1   | 29 janvier 1978   | -                                                          | -                           |             |
| 1978-1979 | Division 1         | Standard-Charleroi | 1-1   | 12 décembre 1978  | -                                                          | -                           |             |
| 1978-1979 | Division 1         | Charleroi-Standard | 1-2   | 7 avril 1979      | -                                                          | -                           |             |
| 1979-1980 | Division 1         | Charleroi-Standard | 2-1   | 20 octobre 1979   | -                                                          | -                           |             |
| 1979-1980 | Division 1         | Standard-Charleroi | 4-1   | 2 mars 1980       | -                                                          | -                           |             |
| 1985-1986 | Division 1         | Charleroi-Standard | 2-1   | 26 octobre 1985   | -                                                          | -                           |             |
| 1985-1986 | Division 1         | Standard-Charleroi | 8-0   | 22 mars 1986      | -                                                          | -                           |             |
| 1986-1987 | Division 1         | Standard-Charleroi | 0-2   | 15 novembre 1986  | -                                                          | -                           |             |
| 1986-1987 | Division 1         | Charleroi-Standard | 1-1   | 17 avril 1987     | -                                                          | -                           |             |
| 1987-1988 | Division 1         | Standard-Charleroi | 2-0   | 26 août 1987      | -                                                          | -                           |             |
| 1987-1988 | Division 1         | Charleroi-Standard | 0-4   | 23 janvier 1988   | -                                                          | -                           |             |
| 1988-1989 | Division 1         | Standard-Charleroi | 0-0   | 21 septembre 1988 | -                                                          | -                           |             |
| 1988-1989 | Division 1         | Charleroi-Standard | 1-1   | 18 mars 1989      | -                                                          | -                           |             |
| 1989-1990 | Division 1         | Charleroi-Standard | 0-2   | 18 novembre 1989  | -                                                          | -                           |             |
| 1989-1990 | Division 1         | Standard-Charleroi | 5-1   | 14 avril 1990     | -                                                          | -                           |             |
| 1990-1991 | Jupiler League     | Charleroi-Standard | 2-0   | 1er décembre 1990 |                                                            |                             | 18000       |
| 1990-1991 | Jupiler League     | Standard-Charleroi | 2-1   | 19 mai 1991       |                                                            |                             | 4000        |
| 1991-1992 | Jupiler League     | Charleroi-Standard | 0-2   | 28 septembre 1991 |                                                            |                             | 16000       |
| 1991-1992 | Jupiler League     | Standard-Charleroi | 4-1   | 14 mars 1992      |                                                            |                             | 20000       |
| 1992-1993 | Jupiler League     | Standard-Charleroi | 2-0   | 22 août 1992      |                                                            |                             | 17000       |
| 1992-1993 | Jupiler League     | Charleroi-Standard | 1-1   | 30 janvier 1993   |                                                            |                             | 20000       |
| 1993-1994 | Jupiler League     | Charleroi-Standard | 1-0   | 18 septembre 1993 |                                                            |                             | 16000       |
| 1993-1994 | Jupiler League     | Standard-Charleroi | 2-0   | 25 février 1994   |                                                            |                             | 18000       |
| 1994-1995 | Jupiler League     | Charleroi-Standard | 0-3   | 9 septembre 1994  |                                                            |                             | 15000       |
| 1994-1995 | Jupiler League     | Standard-Charleroi | 2-0   | 4 février 1995    |                                                            |                             | 17000       |
| 1995-1996 | Jupiler League     | Standard-Charleroi | 2-2   | 15 septembre 1995 |                                                            |                             | 14000       |
| 1995-1996 | Jupiler League     | Charleroi-Standard | 2-2   | 22 mars 1996      |                                                            |                             | 12000       |
| 1996-1997 | Jupiler League     | Charleroi-Standard | 1-2   | 20 septembre 1996 |                                                            |                             | 8500        |
| 1996-1997 | Jupiler League     | Standard-Charleroi | 4-1   | 22 février 1997   |                                                            |                             | 9000        |
| 1997-1998 | Jupiler League     | Charleroi-Standard | 2-1   | 17 août 1997      |                                                            |                             | 10000       |
| 1997-1998 | Jupiler League     | Standard-Charleroi | 2-0   | 24 janvier 1998   |                                                            |                             | 12000       |
| 1998-1999 | Jupiler League     | Charleroi-Standard | 1-0   | 12 septembre 1998 |                                                            |                             | 8500        |
| 1998-1999 | Jupiler League     | Standard-Charleroi | 2-0   | 13 février 1999   |                                                            |                             | 13000       |
| 1999-2000 | Jupiler League     | Standard-Charleroi | 1-3   | 17 septembre 1999 |                                                            |                             | 12000       |
| 1999-2000 | Jupiler League     | Charleroi-Standard | 1-4   | 13 février 2000   |                                                            |                             | 21000       |
| 2000-2001 | Jupiler League     | Standard-Charleroi | 4-0   | 20 octobre 2000   |                                                            |                             | 20000       |
| 2000-2001 | Jupiler League     | Charleroi-Standard | 2-3   | 1er avril 2001    |                                                            |                             | 17100       |
| 2001-2002 | Jupiler League     | Charleroi-Standard | 0-0   | 12 août 2001      |                                                            |                             | 16800       |
| 2001-2002 | Jupiler League     | Standard-Charleroi | 6-0   | 13 janvier 2002   | Moreira (2), Vandooren, Meyssen, Cavens, Tokene (CSC)      | -                           | 16800       |
| 2002-2003 | Jupiler League     | Charleroi-Standard | 3-3   | 18 août 2002      | Lukunku (2), Turaci                                        | Eduardo, Kolotilko, Yazdani | 11260       |
| 2003-2003 | Jupiler League     | Standard-Charleroi | 3-0   | 26 janvier 2003   | Årst (3)                                                   | -                           | 16000       |
| 2003-2004 | Jupiler League     | Charleroi-Standard | 0-1   | 13 décembre 2003  | E.Mpenza                                                   | -                           | 10800       |
| 2003-2004 | Jupiler League     | Standard-Charleroi | 1-1   | 8 mai 2004        | E.Mpenza                                                   | Ikpeba                      | 16000       |
| 2004-2005 | Jupiler League     | Standard-Charleroi | 1-2   | 13 août 2004      | Bangoura                                                   | Chabaud, Brogno             | 13000       |
| 2004-2005 | Jupiler League     | Charleroi-Standard | 0-0   | 22 janvier 2005   | -                                                          | -                           | 19700       |
| 2005-2006 | Jupiler League     | Standard-Charleroi | 1-0   | 21 octobre 2005   | Conceição                                                  | -                           | 25000       |
| 2005-2006 | Jupiler League     | Charleroi-Standard | 0-0   | 24 mars 2006      | -                                                          | -                           | 22200       |
| 2006-2007 | Jupiler League     | Standard-Charleroi | 1-2   | 4 août 2006       | Geraerts                                                   | Théréau, Smolders           | 22000       |
| 2006-2007 | Jupiler League     | Charleroi-Standard | 2-5   | 26 janvier 2007   | Jovanović, Conceição, Defays (CSC), De Camargo, Geraerts   | Perbet (2)                  | 22700       |
| 2007-2008 | Jupiler League     | Standard-Charleroi | 5-1   | 7 décembre 2007   | Witsel, De Camargo (2), Camozzato, Jovanović               | Mujangi Bia                 | 27000       |
| 2007-2008 | Jupiler League     | Charleroi-Standard | 2-1   | 27 avril 2008     | Jovanović                                                  | Chakouri, Kere              | 23300       |
| 2008-2009 | Jupiler Pro League | Standard-Charleroi | 1-2   | 31 octobre 2008   | Nicaise                                                    | Iajour, Habibou             | 27500       |
| 2008-2009 | Jupiler Pro League | Charleroi-Standard | 1-0   | 22 mars 2009      | -                                                          | Oulmers                     | 20700       |
| 2009-2010 | Jupiler Pro League | Standard-Charleroi | 1-1   | 21 août 2009      | Jovanović                                                  | Habibou                     | 27232       |
| 2009-2010 | Jupiler Pro League | Charleroi-Standard | 2-3   | 4 février 2010    | Dalmat, Defour, Witsel                                     | Théréau, Kere               | 17170       |
| 2009-2010 | Play-offs 2        | Standard-Charleroi | 2-0   | 27 mars 2010      | Mbokani (2)                                                | -                           | 19812       |
| 2009-2010 | Play-offs 2        | Charleroi-Standard | 1-0   | 25 avril 2010     | -                                                          | Habibou                     | 4510        |
| 2010-2011 | Jupiler Pro League | Standard-Charleroi | 2-1   | 22 septembre 2010 | Ciman, Defour                                              | Cordaro                     | 23000       |
| 2010-2011 | Jupiler Pro League | Charleroi-Standard | 0-2   | 12 mars 2011      | Van Damme, Tchite                                          | -                           | 18000       |
| 2012-2013 | Jupiler Pro League | Charleroi-Standard | 2-6   | 19 août 2012      | Ezekiel (2), Buyens (2), Ajdarević, Seijas                 | Gnohéré, Bojović            | 11153       |
| 2012-2013 | Jupiler Pro League | Standard-Charleroi | 6-1   | 7 décembre 2012   | Buyens, Vainqueur, Buzaglo, Goreux, Milicevic csc, Ezekiel | Rossini                     | 22000       |
| 2013-2014 | Jupiler Pro League | Standard-Charleroi | 2-2   | 20 octobre 2013   | Van Damme, Ezekiel                                         | Pollet, Dewaest             | 25558       |
| 2013-2014 | Jupiler Pro League | Charleroi-Standard | 0-1   | 15 février 2014   | Carcela                                                    | -                           | 11382       |
| 2014-2015 | Jupiler Pro League | Standard-Charleroi | 3-0   | 27 juillet 2014   | Bia (2), Carcela                                           | -                           | 23602       |
| 2014-2015 | Jupiler Pro League | Charleroi-Standard | 0-1   | 7 décembre 2014   | de Camargo                                                 | -                           | 13620       |
| 2014-2015 | Play-offs 1        | Charleroi-Standard | 1-0   | 25 avril 2015     | -                                                          | Tainmont                    | 14.200      |
| 2014-2015 | Play-offs 1        | Standard-Charleroi | 2-0   | 24 mai 2015       | Ezekiel, Teixeira                                          | -                           | 25.496      |
| 2015-2016 | Jupiler Pro League | Charleroi-Standard | 2-3   | 25 octobre 2015   | Arslanigic, Van Damme, Emond                               | Perbet, Baby                | 14.950      |
| 2015-2016 | Jupiler Pro League | Standard-Charleroi | 3-0   | 20 février 2016   | Santini, Trebel, Dossevi                                   | -                           | 27.219      |
| 2016-2017 | Jupiler Pro League | Standard-Charleroi | 0-0   | 19 août 2016      | -                                                          | -                           | 24.150      |
| 2016-2017 | Jupiler Pro League | Charleroi-Standard | (1-3) | 4 décembre 2016   | Belfodil, Sá (2)                                           | Bakar                       | 14.783      |
| 2017-2018 | Jupiler Pro League | Standard-Charleroi | 0-0   | 10 septembre 2017 | -                                                          | -                           | 24.443      |
| 2017-2018 | Jupiler Pro League | Charleroi-Standard | 1-1   | 16 février 2018   | Sá                                                         | Rezaei                      | 14.113      |
| 2017-2018 | Play-offs 1        | Standard-Charleroi | 1-0   | 30 mars 2018      | Edmilson                                                   | -                           | 19.450      |
| 2017-2018 | Play-offs 1        | Charleroi-Standard | 0-0   | 20 mai 2018       | -                                                          | -                           | 9.654       |
| 2018-2019 | Jupiler Pro League | Standard-Charleroi | 0-0   | 15 septembre 2018 | -                                                          | -                           | 21.270      |
| 2018-2019 | Jupiler Pro League | Charleroi-Standard | 0-1   | 26 décembre 2018  | Mpoku                                                      | -                           |             |
| 2019-2020 | Jupiler Pro League | Standard-Charleroi | 1-1   | 29 septembre 2019 | Mpoku                                                      | Morioka                     |             |
| 2019-2020 | Jupiler Pro League | Charleroi-Standard | 2-0   | 1er mars 2020     | -                                                          | Dessoleil, Nicholson        |             |
| 2020-2021 | Jupiler Pro League | Charleroi-Standard | 1-2   | 4 octobre 2020    | Balikwisha, Raskin                                         | Fall                        |             |
| 2020-2021 | Jupiler Pro League | Standard-Charleroi | 3-2   | 22 janvier 2021   | Klauss, Balikwisha, Muleka                                 | Fall                        | huis clos   |

### Statistiques des confrontations
mise à jour le 25 Janvier 2021
| Compétition        | Victoires du RCSC | Matchs nuls | Victoires du Standard | Total |
| ------------------ | ----------------- | ----------- | --------------------- | ----- |
| Jupiler Pro League | 14                | 20          | 43                    | 77    |
| Play-off           | 2                 | 1           | 3                     | 6     |
| Total              | 16                | 21          | 46                    | 83    |

## Matches de coupe

### Coupe de Belgique
| Saison    | Championnat       | Tour   | Rencontre          | Rés.      | Date             | Buteur(s) pour Standard    | Buteur(s) pour Charleroi | Spectateurs |
| --------- | ----------------- | ------ | ------------------ | --------- | ---------------- | -------------------------- | ------------------------ | ----------- |
| 1969-1970 | Coupe de Belgique | 1/8e   | Charleroi-Standard | 0-1       | 10 décembre 1969 |                            |                          |             |
| 1992-1993 | Coupe de Belgique | Finale | Standard-Charleroi | 2-0       | 6 juin 1993      | Henk Vos, Philippe Léonard |                          |             |
| 1995-1996 | Coupe de Belgique | 1/16e  | Charleroi-Standard | 0-1       | 8 décembre 1995  |                            |                          | 15000       |
| 1996-1997 | Coupe de Belgique | 1/8e   | Charleroi-Standard | 2-2 (3-4) | 28 janvier 1997  |                            |                          | 8000        |
| 2002-2003 | Coupe de Belgique | 1/8e   | Standard-Charleroi | 2-1       |                  |                            |                          |             |

#### Finale de la Coupe de Belgique de football 1992-1993
| Standard |

| Charleroi |

| Standard |

| Charleroi |

| Standard Liège : |                  |     |     |
|                  |                  |     |     |
| G                | Gilbert Bodart   |     |     |
| D                | Régis Genaux     |     |     |
| D                | Dinga            |     |     |
| D                | Mircea Rednic    |     |     |
| D                | André Cruz       |     |     |
| D                | Philippe Léonard | 63e |     |
| M                | Guy Hellers      |     |     |
| M                | Thierry Pister   |     |     |
| M                | Frans van Rooij  |     | 71e |
| A                | Marc Wilmots     |     |     |
| A                | Henk Vos         | 55e | 84e |
| Remplaçants :    |                  |     |     |
| G                | Jacky Munaron    |     |     |
| M                | Roberto Bisconti |     | 84e |
| A                | Patrick Asselman |     | 71e |
| A                | Michaël Goossens |     |     |
| Entraîneur :     |                  |     |     |
| Arie Haan        |                  |     |     |

| Sporting Charleroi : |                     |     |
|                      |                     |     |
| G                    | David Baetslé       |     |
| D                    | Olivier Suray       | 55e |
| D                    | Čedomir Janevski    | 23e |
| D                    | Michel Rasquin      |     |
| D                    | Rudy Moury          |     |
| M                    | Marco Casto         |     |
| M                    | Eric Van Meir       |     |
| M                    | Pär Zetterberg      |     |
| M                    | Raymond Mommens     |     |
| A                    | Dante Brogno        |     |
| A                    | Nebosja Malbasa     |     |
| Remplaçants :        |                     |     |
| G                    | István Gulyás       |     |
| D                    | Roch Gérard         | 23e |
| D                    | Marc Wuyts          | 55e |
| A                    | Frédéric Jacquemart |     |
| Entraîneur :         |                     |     |
| Robert Waseige       |                     |     |